# Dražen Zečić
Dražen Zečić, född 24 juli 1967 i Split, är en kroatisk popsångare och låtskrivare. Han är en mycket framgångsrik artist i hemlandet Kroatien, i synnerhet i hemregionen Dalmatien, och räknas som en av landets bäst säljande artister sett till antalet sålda albumexemplar.
Zečić började sin musikaliska karriär som låtskrivare för framträdande sångare som Mišo Kovač, Zlatko Pejaković och Mate Bulić. Zečić släppte sitt debutalbum Zagrli me noćas jače 1990. Det stora genombrottet kom dock 1993 då han vann musikfestivalen Melodijama Hrvatskog Jadrana med låten Govore mi mnogi ljudi.
1998 fick han en stor hit med låten Ima li nade za nas som han sjöng i duett med Anđela Kolar. Samma år släppte han albumet Nitko nema dva života, som också blev en framgång. 1999 utsågs han till ”årets artist” och nominerades för musikpriset Porin för nämnda låt. Han erhöll en Porin för ”årets bästa musikalbum inom popmusik” och en guldskiva för att det sålde i över 100 000 exemplar.

## Diskografi
- Zagrli me noćas jače (1990)
- Evo zore, evo dana (1992)
- Govore mi mnogi ljudi (1993)
- Boem u duši (1995)
- Tamo gdje je srce (1996)
- Dražen Zečić - live
- Nitko nema dva života (1998)
- Još se sjećam jedne žene (1999)
- Žnjan - u živo (2000)
- Ti si život moj (2001)
- U ime ljubavi (2002)
- Pokidat ću lance sve (2004)
- Zora (2006)
- Oprosti svijete (2007)
- U čast svim dobrim ljudima (2009)
- Crni kralj i bijela dama (2011)
- Tvoj ću ostati (2013)